# Monte Corno (Alpi Graie)
Il monte Corno è una montagna delle Alpi Graie alta 1.225 m  che si trova tra la val Ceronda e la vallata principale della Stura di Lanzo; sul punto culminante convergono i confini comunali di Vallo Torinese, Fiano, Cafasse e Germagnano. 

## Descrizione

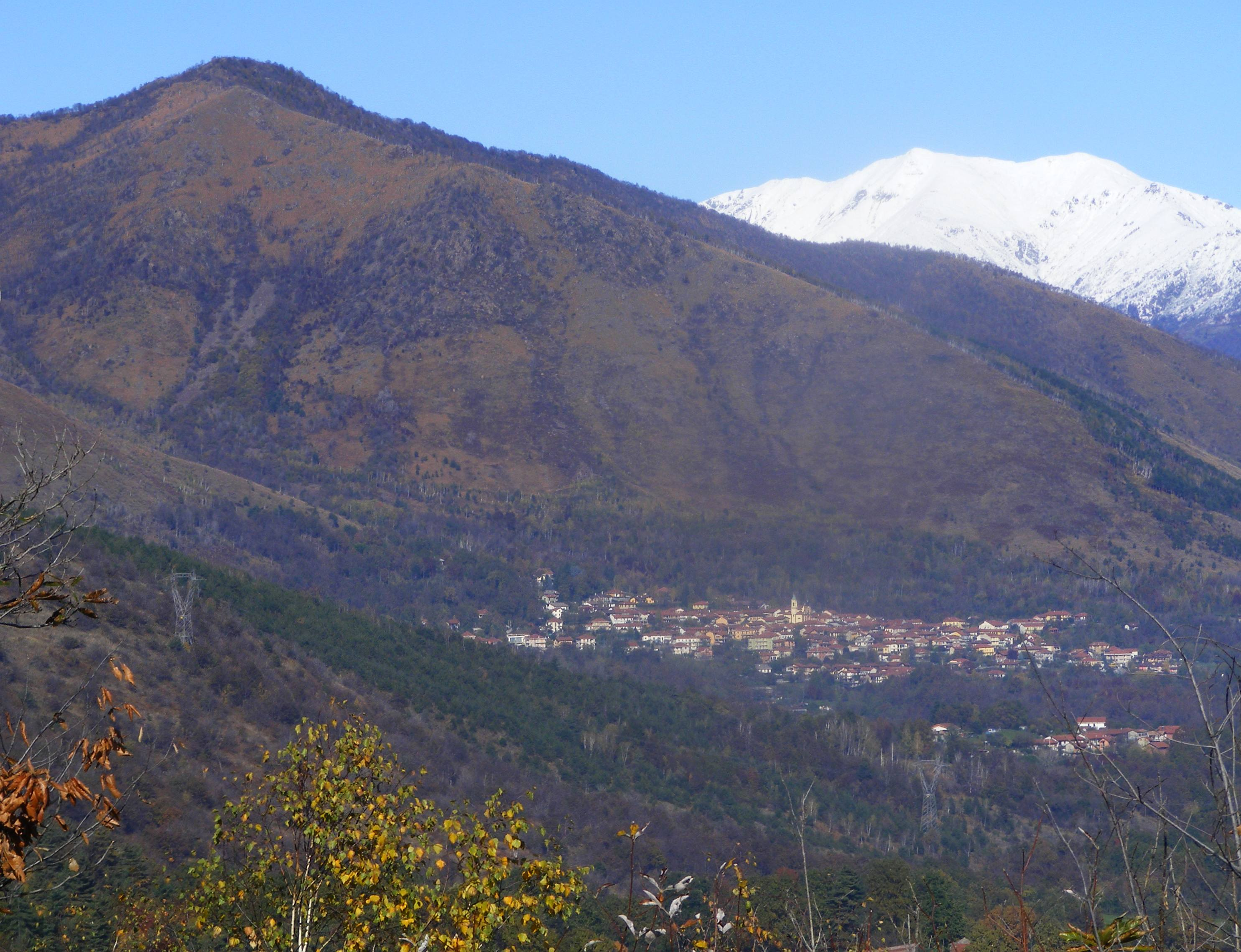
Il versante sud con il centro di Vallo Torinese

La cima è l'ultimo rilievo ben individuato della costiera che definisce a nord-est il bacino montano del torrente Ceronda. È separata dal Turu da una insellatura senza nome a quota 1.139 m. 
Dal punto culminante della montagna si dipartono due costoloni che delimitano l'area montana del comune di Cafasse, ai piedi della quale oltre al capoluogo sorge l'importante frazione di Monasterolo Torinese.
Nel corso della prima metà del Novecento le pendici orientali e meridionali della montagna furono interessate da estesi rimboschimenti con essenze resinose che però in seguito sono stati gravemente danneggiati da ripetuti incendi.
L'ambiente è oggi caratterizzato da pietraie, boscaglie con prevalenza di nocciolo e sorbo montano e magri prati a Molinia.

## Storia
Il 15 aprile 1936 sul versante che guarda verso la Stura di Lanzo, a poco più di 900 metri di quota, persero la vita sette persone per un incidente aereo. La vittima più illustre fu il marchese Carlo Alberto Pensa di San Damiano, allora vice-podestà di Torino. Sul posto a ricordo dell'avvenimento fu in seguito eretta un'alta croce di granito, ancora oggi ben visibile dai paesi circostanti.

## Alpinismo e sci
Il Monte Corno è una montagna di interesse escursionistico ed è raggiungibile per sentiero da Vallo Torinese o da Monasterolo Torinese oppure, per una cresta poco agevole, dal Turu.